# Universitat de Kigali
La Universitat de Kigali (UoK) és una universitat acreditada i acollida pel govern de Ruanda. UoK va començar les seves operacions a l'octubre de 2013. L'actual vicecanceller de la Universitat és Peter Mageto.

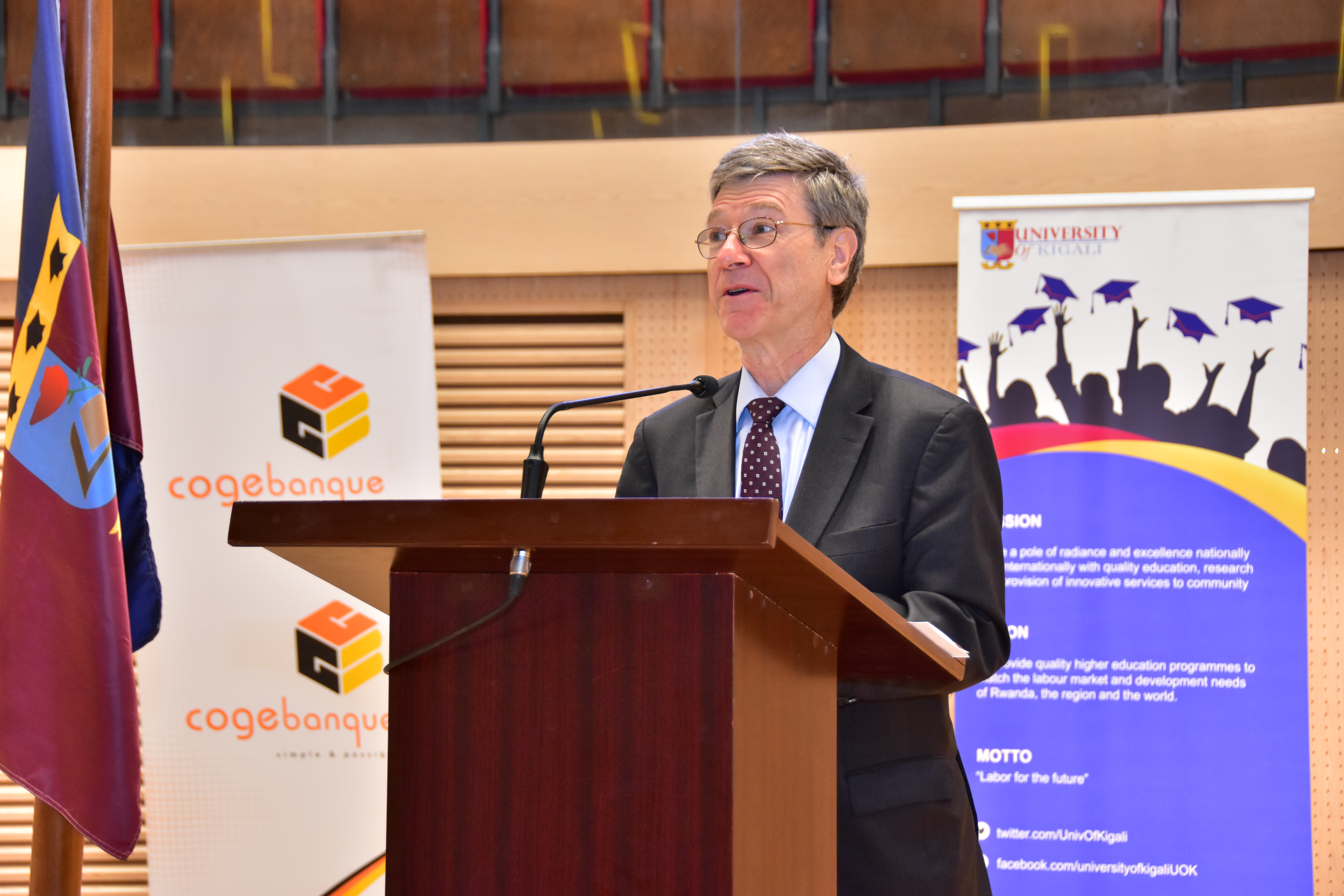
Prof. Jeffrey Sachs, convidat d'Honor durant la 3a Graduació de la Universitat de Kigali

## Història
La universitat va començar a funcionar a l'octubre de 2013, amb 649 estudiants i ha experimentat un ràpid creixement en la matriculació de més de 6.000 estudiants en els programes de postgrau i més de 1.000 estudiants en els programes de postgrau. El seu campus principal es troba a Kigali, al Boulevard de l'Umuganda de Kacyrui i el seu campus secundari a Musanze, edifici de RSSB. La Universitat compta amb estudiants internacionals de Nigèria, Burundi, Uganda, Kenya, Tanzània, Xina, Costa d'Ivori, Gabon, Etiòpia, Turquia i la República Democràtica del Congo.

## Escoles, facultats i instituts
- Facultat de Dret
- Facultat de Ciències Empresarials i Economia
- Facultat d'Informàtica i Arquitectura
- Escola d'estudis de postgrau
- Escola de Comptabilitat
- Centre de Governança i lideratge Econòmic[4][5]

## Associacions acadèmiques
- Universitat de Strathmore[6][7]
- Universitat de Ciutat del Cap[8]
- Cambridge Institute for Sustainability Leadership (Southern Africa office)[8]
- Universitat Cooperativa de l'Estat de Baden-Württemberg[9]
- Universitat Internacional Symbiosis[10]

## Membresia i acreditació
La Universitat de Kigali és membre de:
- The Sustainable Development Solutions Network (SDSN)
- AIESEC[11][12]
- The Association of Commonwealth Universities
- Association of Chartered Certified Accountants